# Unternehmensplanung
Die Unternehmensplanung ist der Vorgang der Planung in Wirtschaftsbetrieben, wobei unter Planung die gedankliche Vorwegnahme und Gestaltung zukünftiger Strukturen, Prozesse und Ereignisse verstanden wird. Sie ist eine der wichtigsten Aufgaben des Managements und des Controllings.

## Zweck
Die Unternehmensplanung dient der zielorientierten Unternehmenssteuerung und der Vorbereitung unternehmerischer Entscheidungen (z. B. bei Investitionsbewertung oder Strategiebewertung).
Die Unternehmensplanung bildet die Basis für den Regelkreis der Steuerung: Planung ⇒ Soll-Ist-Abgleich ⇒ Abweichungsanalyse ⇒ Gegensteuerung. Ohne Planung können keine Abweichungen festgestellt werden, d. h., es gibt keinen Hinweis, ob eine Gegensteuerungsmaßnahme erforderlich ist. Die Systematik dieser Gegensteuerungsmaßnahmen ergibt sich aus den verschiedenen betrieblichen Anpassungsformen. Die Unternehmensplanung wird auch als Fahrplan für das Geschäftsjahr bezeichnet. Sie ist zudem Grundlage für Risikoanalyse und Risikoaggregation, weil Risiken als mögliche Abweichungen von einem Planwert (der Unternehmensplanung) definiert sind.

## Planungshorizont
Man unterscheidet in Bezug auf den Planungshorizont zwischen strategischer, taktischer und operativer Planung:
- Die strategische Planung legt die grundlegenden Ziele eines Unternehmens fest und befasst sich mit der Entwicklung und Anpassung von Strategien.
- Die taktische Planung (auch Mittelfristplanung genannt) beschreibt die konkreten operativen Ziele zur Erreichung der strategischen Ziele. Konkrete Ressourcen werden selektiert und Maßnahmen festgelegt.
- Die operative Planung betrachtet quantitativ die wertschöpfenden Prozesse.

## Einwertige Planung, Risiko und Bandbreitenplanung
Die meisten Unternehmensplanungen sind sog. "einwertige" oder "deterministische" Planungen, d. h. jeder Planwert (z. B. für den Umsatz des Folgejahres) wird durch eine Zahl ausgedrückt. Eine Weiterentwicklung stellen Bandbreitenplanungen dar (auch "stochastische Planung" genannt). Bei diesen werden bestehende Risiken berücksichtigt und Planwerte durch eine mögliche Bandbreite spezifiziert (als Häufigkeitsverteilung oder Wahrscheinlichkeitsverteilung). So wird ein Erwartungswert und zugleich der Umfang möglicher Abweichungen, also die Planungssicherheit, angezeigt. Die Erstellung einer Bandbreitenplanung erfordert eine Risikoanalyse und Simulationsrechnungen (siehe Risikoaggregation und Monte-Carlo-Simulation).

## Inhalte der Unternehmensplanung
Zu planen sind stets für jeden betrieblichen Funktionsbereich ökonomische Größen wie Umsatzerlöse, Kosten, Gewinne, Renditen und Investitionen, soweit relevant. Typische Funktionsbereiche sind z. B. Produktion/Leistungserstellung, Vertrieb, Verwaltung, EDV oder Marketing. Für jeden Funktionsbereich entsteht ein Teilplan. Hier gilt das „Ausgleichsgesetz der Planung“, das die gegenseitigen Interdependenzen der Teilpläne beschreibt. Beispiel: Der Vertrieb kann nur soviel verkaufen, wie produziert wird, die Produktion soll nicht mehr herstellen, als verkauft werden kann. D. h., es kann innerhalb des Unternehmens Abhängigkeiten und Limitierungen der Teilpläne geben.
Beispiel für Teilpläne betrieblicher Funktionsbereiche.
- Beschaffung: Beschaffungsplanung,
- Produktion: Produktionsplanung inklusive Materialbedarfsplanung sowie Produktionsplanung und -steuerung,
- Verwaltungsplanung (z. B. Unternehmensleitung, Rechnungswesen, Controlling, Personalabteilung, Beschaffung, EDV).
- Vertrieb: Absatzplanung und Marketingplan.

Übergeordnete Planungsfelder
- Personal: Personalplanung und Personalbedarfsplanung des Personalbedarfs der betrieblichen Funktionsbereiche,
- Investitionsplanung: Planung der Investitionsbedarfe der betrieblichen Funktionsbereiche,
- Die Finanzplanung inklusive Liquiditätsplan, Kapitalbedarfsplan und Finanzierungsplanung leiten sich ebenfalls von den betrieblichen Funktionsbereichen ab, zusätzlich sind hier aber noch Bilanzpositionen, insbesondere Eigen- und Fremdkapital, zu berücksichtigen.

Die einzelnen Planungsbereiche variieren je nach Rahmenbedingungen und individueller Situation. Obige Auflistung stellt lediglich eine Möglichkeit unternehmerischer Planung dar.

## Ergebnisse
Die Gesamtplanung ist die Summe der Teilpläne. Resultate der Unternehmensplanung sind auf der Unternehmensebene Plan-Gewinn- und Verlustrechnung, Plan-Bilanz, Plan-Kapitalflussrechnung. Die Gewinn- und Verlustrechnung weist einen Plangewinn oder Planverlust aus. Die Planung muss durch ein Gremium, z. B. Aufsichtsrat verabschiedet werden.
Die in der Planung genannten Planwerte können (meist ambitionierte) Ziel-Werte für die Unternehmenssteuerung oder Erwartungswerte, die sich in Anbetracht bestehender Risiken "im Mittel" realisieren lassen, sein. Erwartungswerte benötigt man, wenn die Unternehmensplanung als Entscheidungsgrundlage dienen soll. Ihre Berechnung setzt eine Risikoanalyse voraus.

## Einsatz von EDV
Die Unternehmensplanung kann in gängigen ERP-Systemen abgebildet werden. Die gewonnenen Informationen dienen z. B. nachfolgenden Prozessen oder der Abweichungsanalyse.
Inzwischen gibt es jedoch Planungssysteme, die allein für den Budget-Prozess geschaffen wurden. Beispiele für Systeme, die sich eher an Großunternehmen richten, sind IBM Cognos Planning, IBM TM1, SAP BW IP, Tagetik, Oracle Hyperion Financials und TN Planning.
Grundsätzlich ist es so, dass für die betrieblichen Funktionsbereiche Objekte definiert sind. Das können zum Beispiel Kostenstellen, innerbetriebliche Projekte und Aufträge oder Profitcenter sein. Im Rahmen des Planungsprozesses sind diese Objekte mit den entsprechenden Planzahlen zu füllen. Die Systeme bieten Planungshilfen wie zum Beispiel Szenariorechnungen, um die Ermittlung der Planwerte zu erleichtern und zu beschleunigen.

## Organisationstheorie und Planung
In den Organisationswissenschaften ging man lange davon aus, dass in der Arbeitswelt Organisieren und Planen als Synonyme zu verwenden seien, bis Herbert A. Simon und später James G. March oder Niklas Luhmann das Bild der zweckgerichteten und rationalen Organisation revidierten. Planung erscheint unter der Voraussetzung der komplexen Umwelt der Organisation und resultierender Intransparenz als ein gewagtes Unterfangen. An die Stelle von Planung tritt in der Organisationstheorie die Kommunikation.

## Strategische Planung
Die strategische Planung und Ausrichtung hat aus der Sicht des Unternehmens die größte Bedeutung. Sie besitzt den höchsten Ungewissheitsgrad, beinhaltet das größte Risiko und verlangt den Planungsträgern die größte Verantwortung ab. Deshalb obliegt dies dem Management bzw. der Unternehmensführung. Wesentlicher Gegenstand der strategischen Planung sind das strategische Leistungsprogramm und die anderen Kernaussagen der Unternehmensstrategie, z. B. zu angestrebten Wettbewerbsvorteilen.

## Unternehmensplanung und Induktionsproblem
In der Unternehmensplanung stellt sich das erkenntnistheoretische Induktionsproblem, welches erstmals von David Hume 1740 beschrieben wurde. Es bezieht sich auf die Frage, ob und wann ein Induktionsschluss von Einzelfällen auf ein allgemeingültiges Gesetz zulässig ist bzw. ob im Rahmen der Unternehmensbewertung von Vergangenheitsdaten auf Zukunftsdaten geschlossen werden kann.

## Grundsätze ordnungsgemäßer Unternehmensplanung (GoP)
Anforderungen an eine Unternehmensplanung sind in "Grundsätze ordnungsgemäßer Planung" zusammengefasst.